# Menditte
Menditte – miejscowość i gmina we Francji, w regionie Nowa Akwitania, w departamencie Pireneje Atlantyckie.
Według danych na rok 1990 gminę zamieszkiwały 214 osoby, a gęstość zaludnienia wynosiła 34 osób/km² (wśród 2290 gmin Akwitanii Menditte plasuje się na 963. miejscu pod względem liczby ludności, natomiast pod względem powierzchni na miejscu 1337.).